# جایزه بزرگ فرانسه ۱۹۵۶
جایزه بزرگ فرانسه ۱۹۵۶ (انگلیسی: ‎1956 French Grand Prix‎) یک مسابقهٔ موتوری در رشتهٔ اتومبیل‌رانی فرمول یک بود که در تاریخ ۱ ژوئیهٔ ۱۹۵۶ در پیست رنس واقع در رنس، فرانسه برگزار شد. این گراند پری در میان ۸ گراند پری در فصل ۱۹۵۶، مسابقهٔ شمارهٔ ۵ بود.
در این مسابقه که در ۶۱ دور و به مسافت ۵۰۶٫۴۲۲ کیلومتر (۳۱۴٫۶۷۶ مایل) برگزار شد، پول پوزیشن توسط خوان مانوئل فانخیو کسب شد و سریع‌ترین زمان برای طی یک دور پیست که برابر با ۲:۲۵٫۸ بود نیز توسط خوان مانوئل فانخیو به ثبت رسید.
پیتر کالینز از تیم فراری، یوجینیو کستلوتی از تیم فراری و ژان بهرا از تیم مازراتی به‌ترتیب مقام‌های اول تا سوم مسابقه را کسب کردند.

## رده‌بندی قهرمانی پس از مسابقه
| رده‌بندی قهرمانی رانندگان \| \| جایگاه \| راننده \| امتیاز \| \| -------- \| ------ \| ------------------ \| ------ \| \| \| ۱ \| پیتر کالینز \| ۱۹ \| \| ۱ \| ۲ \| ژان بهرا \| ۱۴ \| \| ۱ \| ۳ \| خوان مانوئل فانخیو \| ۱۳ \| \| ۲ \| ۴ \| استیرلینگ ماس \| ۱۲ \| \| \| ۵ \| پت فلاهرتی \| ۸ \| \| منبع:[۱] \| \| \| \| |        |                    |        |
| | جایگاه | راننده             | امتیاز |
| | ۱      | پیتر کالینز        | ۱۹     |
| ۱ | ۲      | ژان بهرا           | ۱۴     |
| ۱ | ۳      | خوان مانوئل فانخیو | ۱۳     |
| ۲ | ۴      | استیرلینگ ماس      | ۱۲     |
| | ۵      | پت فلاهرتی         | ۸      |
| منبع: |        |                    |        |

یادداشت
- تنها پنج جایگاه نخست از هر رده‌بندی نمایش داده شده‌است.